# Åbo musikfestspel
Åbo musikfestspel är den äldsta funktionerande musikfestivalen i Finland. Festivalen grundades år 1960 av Musikaliska Sällskapet i Åbo. Stadsfestivalen erbjuder sin publik stora orkesterkonserter, kammarmusik, recitaler, jazz, utomhusevenemang och konserter för barn. Såväl utländska som inhemska artister uppträder årligen på festspelen. 
Som konstnärlig ledare fungerar tenoren Topi Lehtipuu. Tidigare konstnärliga ledare har varit pianisten/kompositören Olli Mustonen och cellisten Martti Rousi. Åboregionens konsertsalar, kyrkor och andra utrymmen fungerar som konsertplatser under festivalen, bland dessa kan nämnas till exempel Åbo konserthus, Solennitetssalen, Åbo domkyrka, Mikaelskyrkan, Sigyn-salen, Åbo slott, Brankis samt Sibeliusmuseet.

## Åbo musikfestspel föds
Bland företagsamma medlemmar i Musikaliska Sällskapet i Åbo föddes i slutet av 1950-talet en idé om att ordna en musikfestival. Ivrigast och mest idogt arbetade Päivö Saarilahti, John Rosas, Olavi Sarmio och Gottfrid Gräsbeck och på ett extra möte i mars 1960 bestämde Sällskapet att ordna Åbo musikfestspel ännu samma sommar. 
Festspelen fann redan under sina första år en fungerande verksamhetsplan under ledning av Musikaliska Sällskapet i Åbo. Festspelen ordnades i början av sommaren (i början av juni eller i maj) för att undvika tidpunkten för Sibelius-veckorna. Orkesterkonserter ordnades både med Åbos egen stadsorkester och gästande orkestrar samt dirigenter och namnkunniga solister. Man ordnade kammarmusikkonserter i Solennitetssalen och Åbo slott, bjöd in några utländska toppnamn, hade en stark närvaro av åboländska musiker samt organiserade då och då ett nordiskt operabesök.
Till 1960-talet mest namnkunniga artister hör Leningrads filharmoniska orkester under ledning av Jevgenij Mravinskij, Igor Ojstrach, Sergiu Celibidache som dirigent för Sveriges Radios symfoniorkester, Eric Ericson som ledare för Stockholms kammarkör, Pentti Koskimies, Tom Krause, Matti Lehtinen, Paavo Berglund, Jorma Panula, Liisa Pohjola, Tuomas Haapanen, Erkki Rautio, Arto Noras och Eero Heinonen.
År 1963 gjordes en ny erövring då Göteborgsoperan besökte Åbo stadsteater med Mozarts opera Così fan tutte och så gott som varje år bjöds publiken på operaföreställningar – Paisiellos Barberaren i Sevilla uppfördes på Åbo Svenska Teater åren 1966 och 1968 i gästspel av Drottningholmsteatern och senare Den Jyske Opera från Århus. År 1969 gästspelade Nationaloperan med Karl Amadeus Hartmanns opera Simplicius Simplicissimus på stadsteatern. Dirigent var Ulf Söderblom, titelrollen sjöngs av Tamara Lund och i rollen som Kapten gjorde den unga basen Matti Salminen sitt första uppträdande på Åbo musikfestspel.

## Förändringens tid
I början av 1970-talet inleddes en förändringsfas i Åbo musikfestspels verksamhet då stadens roll i arrangemangen ökade. Denna förändring medförde flera nya impulser än tidigare och festspelens natur ändrades tydligt på 1970-talet.
Musikfestspelen flyttades till augusti som sedermera blivit festspelens återkommande tidpunkt. Den största förändringen var grundandet av Ruisrock. Åbo musikfestspel ordnade Ruisrock-festivalen åren 1970-2000. Också Åbo musikfestspel genomgick programförändringar och programmet kom utöver västerländsk konstmusik att innehålla jazz, folkmusik, barnkonserter, utomhuskonserter och gratiskonserter. Mängden konserter och evenemang utökades då verksamheten ökade.
Utländska namn på festivalen på 70-talet var bl.a. Elisabeth Schwarzkopf och Robert Levin, Emil Gilels, Claudio Arrau, Grigori Sokolov, Rodion Shtshedrin och Håkan Hagegård. Finländska musiker var bl.a. Jorma Hynninen, Ralf Gothóni, Seppo Kimanen, Leif Segerstam, Jaakko Ryhänen och Walton Grönroos.
År 1973 hördes opera uppförd av åboländska krafter för första gången under festspelen. Mozarts Don Giovanni hade regisserats av Ralf Långbacka, Åbo stadsorkester och Åbo operaförenings kör leddes av Juhani Numminen. Operan uppfördes på en plats som var ny för festspelen, Åbo slottsgård, som i synnerhet på 1990-talet har utgjort en återkommande arena för festspelens musikteaterverk. Operan uppfördes följande år på nytt med så gott som samma krafter. 

## Triumf för tidig musik
Tidig musik har varit en del av festspelens program sedan början, men i synnerhet på 80-talet ökade dess betydelse i programmet. Toppnamn inom tidig musik var bl.a. Jordi Savall, Gustav Leonhardt, Musica Antiqua Köln, Tallis Scholars, Sequentia, Monica Huggett, The Hilliard Ensemble, Hortus Musicus, Ton Koopman, Christopher Hogwood, Harry Christophers, Taverner Consort och King’s Consort.
På 1980-talet uppträdde bl.a. Emil Gilels, Gidon Kremer, Bella Davidovich, Dmitri Sitkovetsky, Ann-Sophie Mutter, Peter Schreier, Heinrich Schiff, Olli Mustonen och Lindsay-kvartetten på musikfestspelen. 
Åbo stad ordnade Åbo musikfestspel åren 1972-1989. Stiftelsen för Åbo musikfestspel grundades år 1989 och stiftelsens första festspel hölls år 1990. Stiftelsen valde Olli Mustonen till konstnärlig ledare, han verkade på sin post under tre festspel åren 1990-1992.

## Mustonens år
Stiftelsens organisationsform medförde en självständighet som gav Mustonen ett gott utgångsläge för att förverkliga sina konstnärliga visioner. Mustonen lade helhjärtat sig själv i blöt för festspelen såväl i konsertplanerandet som i utförandet.
På festspelen år 1990 hörde bl.a. Esa-Pekka Salonen som dirigent för Philharmonia orkestern i London, cellisten Steven Isserlis som kammarmusiker och solist för Helsingfors stadsorkester, sopranen Barbara Hendricks tillsammans med pianisten Staffan Scheja, Philippe Herreweghe som dirigent för La Chapelle Royal och som tonsättargäst John Tavener.
År 1991 uppträdde Gustav Leonhardt, Roger Norrington, Ton Koopman, Melvyn Tan, Murray Perahia, Grigori Sokolov, Steven Isserlis, Timo Korhonen, Gidon Kremer, Oleg Maisenberg, Thomas Zehetmair och Joshua Bell.
Under Mustonens sista festspel år 1992 höll Camerata Academica Salzburg två konserter under ledning av sin legendariska kapellmästare Sandor Végh. Internationella toppnamn var bl.a. pianisten András Schiff samt cellisten och dirigenten Heinrich Schiff.

## Rousis era
Efter Mustonens tre år som konstnärlig ledare tillträdde Martti Rousi år 1993. Rousi har därefter skött uppgiften fram till 2009. Med Rousi började friska vindar blåsa. Musik och andra konstformer förenades i de årliga musikteaterföreställningarna. En glad festivalstämning rådde under Brankkis-aftnarna. År 1993 inleddes också mästarkursverk-samheten.
Musikteaterföreställningarna i Åbo slott inleddes år 1993-1994 med Nattens harlekiner. Upphovsmän var bl.a. Erik Söderblom, Tiina Lindfors, Dansteater ERI, Sjätte våningens orkester och Anu Komsi. Charpentiers Les Arts Florissants uppfördes åren 1995 och 1996 i Åbo slott. Dansteater ERI, Mellersta Österbottens kammarorkester, Juhani Lagerspetz och Camilla Nylund uppförde Mikko Heiniös verk Hermes som kombinerade en pianokonsert och ett dansverk i den nyss färdigställda Sigynsalen år 1995. År 1997 och 1998 uppfördes operan Fästmän i knipa under ledning av regissör Erik Söderblom och dirigent Sakari Oramo baserad på Mozarts musik. Åren 1999 och 2000 uppfördes De älskande på Åbo slott i regi av Michael Baran, under musikalisk ledning av Juhani Nuorvala, på olika håll i slottet.
Utöver förnyelserna värnade Rousi också om musikfestpelens traditioner. Publiken charmerades fortfarande av internationella toppgäster samt de bästa inhemska artisterna bl.a. Svjatoslav Richter, Yefim Bronfman, Yehudi Menuhin, Esa-Pekka Salonen, Karita Mattila, Gustav Leonhardt, Grigori Sokolov, Vladimir Asjkenazi, Lang Lang, Bella Davidovich, Mihail Plentjov, Natalia Gutman, S:t Petersburgs filharmoniker och Juri Temirkanov.
Finländska orkestrar har besökt festspelen sedan de första åren och under 1990-talet ökade dessa visiter märkbart. Utöver Åbos egen orkester har festspelen besökts av bl.a. Radions symfoniorkester, Helsingfors stadsorkester, Esbo stadsorkester, Mellersta Österbottens Kammarorkester, Sinfonia Lahti, Tammerfors Filharmoniska Orkester och Nationaloperans orkester. Dirigenter har varit bl.a. Paavo Berglund, Sakari Oramo, Jukka-Pekka Saraste, Leif Segerstam, Juha Kangas, Osmo Vänskä, Okko Kamu, Tuomas Ollila, John Storgårds och Olli Mustonen.
I början av 2000-talet breddades musikgenrerna med de s.k. titelkonserterna. Konsertserierna planerade av Jaakko Salovaara och Severi Pyysalo hämtade bl.a. Apocalyptica, Rinneradio, Kimmo Pohjonen och Jukka Perko till festspelen.

## Att bygga en kulturhuvudstad
Den slutliga bekräftelsen på att Åbo år 2011 blir Europas kulturhuvudstad kom från Bryssel år 2007. Under ansökningstiden åstadkom Åboborna aldrig tidigare skådade kulturgärningar för att visa sitt kunnande och Åbos potential. En av de största produktionerna var Åbo filharmoniska orkesters produktion av Den flygande holländaren framför Forum Marinum under festspelen år 2005. Platsens utmärkta läge för konsertarrangemang hade noterats redan år 2002 under Suomen Joutsens 100-årsjubileumskonsert och under uppförandet av Verdis Requiem år 2004 som producerades av Åbo filharmoniska orkester. Matti Salminens mäktiga bas hördes på bägge konserterna och naturligtvis också som Daland i Den flygande holländaren. Marinskijteaterns orkester under ledning av Valerij Gergijev uppträdde på festspelen år 2004 och 2009. 

## Musikfestspelens övriga projekt
Musikfestspelen fungerar som organisatör också för andra evenemang än festivalen i augusti. Konserterna i Markku Luolajan-Mikkolas Gambaa!-serie hölls i Åbo åren 2003-2004. Åbo musikfestspel samlade stadens musikverksamma – Åbo filharmoniska orkester, konservatorium och musikakademi, Turku Ensemble samt universitetens musikvetenskapliga institutioner – till att arrangera festivalen för modern musik Aboa Musica. Aboa Musicas tonsättargäster var Aulis Sallinen och Kaija Saariaho år 2001, Magnus Lindberg och Judith Weir år 2002, Onute Narbutaite och Einojuhani Rautavaara år 2003, Jouni Kaipainen och Sofija Gubajdulina år 2004 samt Unsuk Chin och Kalevi Aho år 2006.
Åbo musikfestspel har i samarbete med Åbo Svenska teater och Åbo filharmoniska orkester producerat Mozarts opera Cosi fan tutte år 2009.